# Dervišaga
Dervišaga je naselje u Republici Hrvatskoj u Požeško-slavonskoj županiji, u sastavu grada Požege.

## Zemljopis
Dervišaga se nalazi istočno od Požege, na južnim padinama Požeške gore na cesti prema Pleternici, susjedna naselja su Vidovci na zapadu, Kuzmica na istoku te Svetinja na sjeveru.

## Stanovništvo
Prema popisu stanovništva iz 2021. godine Dervišaga je imala 732 stanovnika.
| broj stanovnika | 199   | 199   | 192   | 249   | 275   | 341   | 372   | 382   | 417   | 450   | 651   | 826   | 918   | 989   | 989   | 890   | 732   |
|                 | 1857. | 1869. | 1880. | 1890. | 1900. | 1910. | 1921. | 1931. | 1948. | 1953. | 1961. | 1971. | 1981. | 1991. | 2001. | 2011. | 2021. |